# Завръщането на първия отмъстител
„Завръщането на първия отмъстител“ (на английски: Captain America: The Winter Soldier) е американски филм от 2014 г., продължение на филма от 2011 г. „Капитан Америка: Първият отмъстител“. Филмът е девети подред в Киновселената на Марвел и си има продължение – „Първият отмъстител: Войната на героите“ през 2016 г.

## Резюме
След катаклисмичните събития в Ню йорк от „Отмъстителите“, Стив Роджърс / Капитан Америка води спокоен живот в Вашингтон и се приспособява към модерния свят. Но след като колега от Щ.И.Т. е нападнат, Стив попада в мрежа от интриги, които поставят света под риск. Съюзявайки се с Черната Вдовица, Капитан Америка се бори за да разкрие огромната конспирация, докато се бие с професионални убийци, които идват за да го замълчат. След като целия обхват на злия план е разкрит, Капитан Америка и Черната Вдовица получават помощ от нов съюзник – Соколът. Докато пред героите се изправя и неочаквания и страшен противник – Зимният Войник.

## Актьорски състав
| Актьор                 | Роля                                 |
| ---------------------- | ------------------------------------ |
| Крис Евънс             | Стив Роджърс / Капитан Америка       |
| Робърт Редфорд         | Александър Пиърс                     |
| Самюъл Джаксън         | Ник Фюри                             |
| Скарлет Йохансон       | Наташа Романов / Черната вдовица     |
| Себастиан Стан         | Джеймс „Бъки“ Барнс / Зимният войник |
| Антъни Маки            | Сам Уилсън / Соколът                 |
| Хейли Атуел            | Пеги Картър                          |
| Коби Смолдърс          | Мариа Хил                            |
| Емили ВанКамп          | Шарън Картър / Агент 13              |
| Франк Грило            | Брок Ръмлоу                          |
| Тоби Джоунс            | Арним Зола                           |
| Максимилиано Хернандез | Джаспър Ситуел                       |
| Гари Шандлинг          | Стърн                                |
| Хенри Гудман           | Лист                                 |
| Томас Кретшман         | Барон Уолфганг фон Стракър           |
| Елизабет Олсън         | Уанда Максимов / Алената вещица      |
| Арън Тейлър-Джонсън    | Питър Максимов / Бързото сребро      |
| Джордж Сейнт Пиер      | Джордж Батрок                        |
| Стан Лий               | Пазач в музей                        |

## Награди и номинации
| Награда                              | Категория                                    | Номиниран(и)                                 | Резултат  |
| ------------------------------------ | -------------------------------------------- | -------------------------------------------- | --------- |
| Награди на филмовата академия на САЩ | Най-добри визуални ефекти                    | Най-добри визуални ефекти                    | номинация |
| Награда „Хюго“                       | Най-добро сценично представяне (дълга форма) | Най-добро сценично представяне (дълга форма) | номинация |
| Награда „Бредбъри“                   | Награда „Бредбъри“                           | Джеймс Гън и Никол Пърлман                   | номинация |
| Сатурн                               | Най-добър филм по комикс                     | Най-добър филм по комикс                     | номинация |
| Сатурн                               | Най-добри декори                             | Най-добри декори                             | номинация |
| Сатурн                               | Най-добри специални ефекти                   | Най-добри специални ефекти                   | номинация |
| Сатурн                               | Най-добър монтаж                             | Най-добър монтаж                             | номинация |
| Сатурн                               | Най-добър режисьор                           | Антъни и Джо Русо                            | номинация |
| Сатурн                               | Най-добър сценарий                           | Кристофър Маркъс и Стивън Макфили            | номинация |
| Сатурн                               | Най-добра музика                             | Хенри Джакман                                | номинация |
| Сатурн                               | Най-добър актьор                             | Крис Евънс                                   | номинация |
| Сатурн                               | Най-добър актьор в поддържаща роля           | Самюъл Джаксън                               | номинация |
| Сатурн                               | Най-добър актьор в поддържаща роля           | Антъни Маки                                  | номинация |
| Сатурн                               | Най-добра актриса в поддържаща роля          | Скарлет Йохансон                             | номинация |
| Емпайър                              | Най-добър трилър                             | Най-добър трилър                             | номинация |